# Wierzchucin (województwo zachodniopomorskie)
Wierzchucin (niem. Christiansberg) – osada w Polsce położona w województwie zachodniopomorskim, w powiecie drawskim, w gminie Kalisz Pomorski. W latach 1975–1998 miejscowość administracyjnie należała do województwa koszalińskiego. W roku 2007 osada liczyła 22 mieszkańców. Miejscowość wchodzi w skład sołectwa Giżyno.

## Geografia
Osada leży ok. 2 km na północ od Giżyna, między Giżynem a Starą Studnicą.